# Papa Martin al V-lea

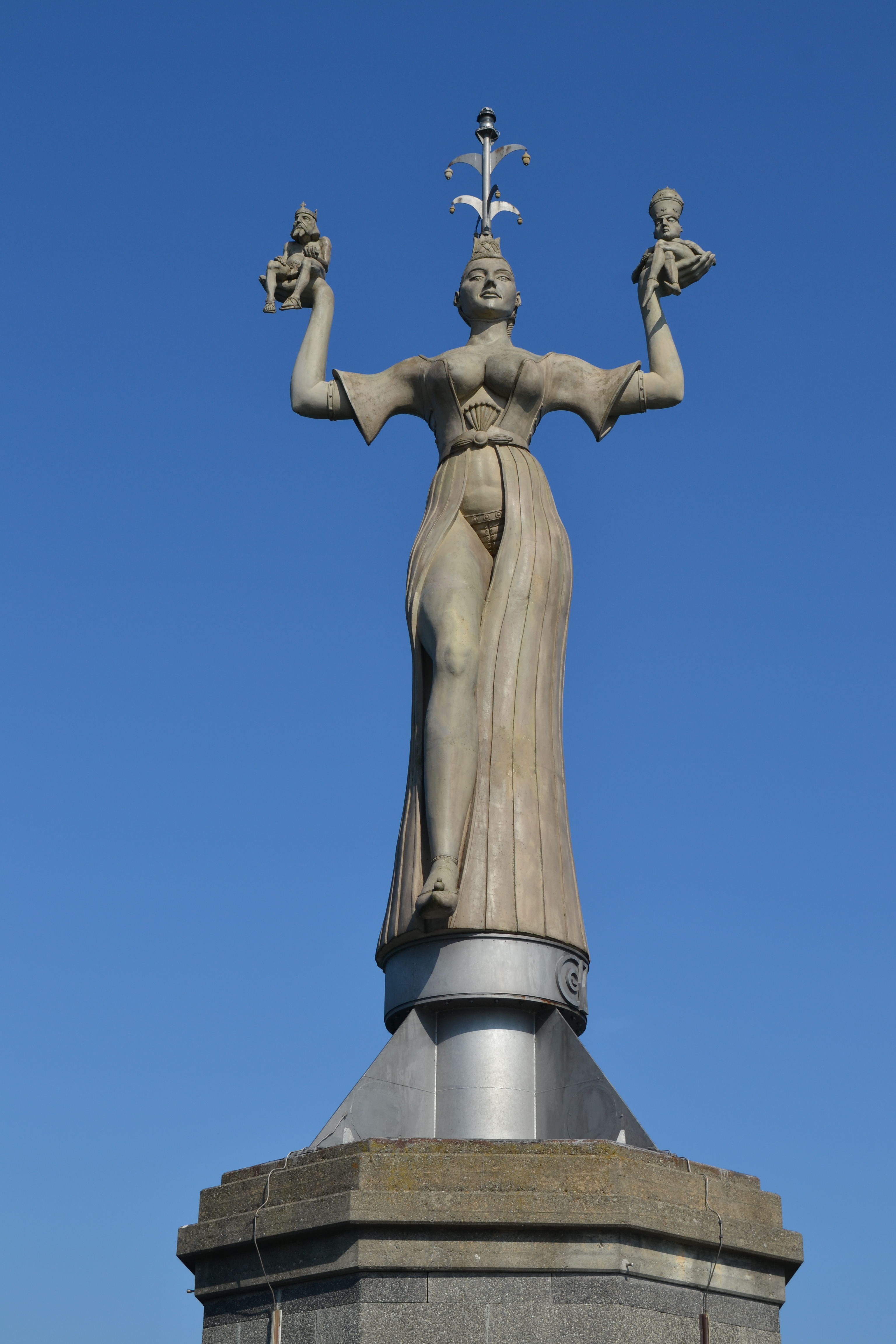
Papa Martin pe mâna stângă a curtizanei Imperia (pe mâna dreaptă stă împăratul Sigismund). Monument dezvelit în 1993 la Konstanz.

Papa Martin al V-lea (în latină Martinus V; n. 1369, Genazzano, Lazio, Regatul Italiei – d. 20 februarie 1431, Roma, Statele Papale), născut Otto (sau Oddone) Colonna, a fost papă al Romei de la 11 noiembrie 1417 până la 20 februarie 1431, când a decedat.

## Biografie
S-a născut la Genazzano, fiind fiul lui Agapito Colonna (din puternica și influenta familie Colonna) și al Caterinei Conti.
Oddone Colonna a studiat dreptul la Universitatea din Pavia. A devenit protonotar apostolic în timpul papei Urban al VI-lea (1378–89), apoi a fost numit „cardinal-diacon” de San Giorgio al Velabro de către Papa Inocențiu al VII-lea în 1405.
A fost ales papă, la vârsta de 48 de ani, la Conciliul de la Konstanz, pe 11 noiembrie 1417 (chiar în ziua comemorării Sfântului Martin, motiv pentru care și-a luat acest nume) de către un conclav alcătuit din 23 de cardinali și alți 30 de episcopi participanți la acel conciliu. S-a pus astfel capăt schismei apusene (1378-1417).
În timpul pontificatului său, sediul papalității a fost fixat definitiv la Roma (septembrie 1420). La 30 septembrie 1420, Martin al V-lea intra în Roma prin Porta del Popolo, fiind primit cu entuziasm de către romani, care, după 135 de ani vedeau din nou un papă originar din orașul lor (ultimul fusese Honoriu al IV-lea).
Împăratul Sigismund l-a convins pe Papa Martin al V-lea să se implice în Războaiele Husite. Astfel, la 17 martie 1420, acesta a emis o bulă papală prin care proclama organizarea unei cruciade „pentru distrugerea wycliffiților, husiților și a altor eretici din Boemia”.
Un decret adoptat la Conciliul din Konstanz prevedea că următoarele concilii ar trebui să aibă loc o dată la cinci ani. Conformându-se, Martin al V-lea a convocat un conciliu în 1423, care s-a întrunit mai întâi la Pavia și mai târziu la Siena („Conciliul de la Siena”). Participarea episcopilor a fost însă destul de redusă, fapt care i-a servit papei ca pretext pentru dizolvarea acestui conciliu. Următorul conciliu s-a întrunit abia în februarie 1431 (Conciliul de la Basel), cu puțin timp înainte de moartea lui Martin al V-lea.
Papa Martin al V-lea a murit la Roma, de apoplexie, la 20 februarie 1431, în vârstă de 62 de ani. A fost înmormântat în bazilica Sfântul Ioan din Lateran.